# Dicranomyia nycteris
Dicranomyia nycteris là một loài ruồi trong họ Limoniidae. Chúng phân bố ở miền Tân bắc.